# Бременские музыканты & Co
«Бременские музыканты & Co» — режиссёрский дебют Александра Абдулова по мотивам сказки братьев Гримм «Бременские музыканты», а также на основе советских мультфильмов «Бременские музыканты» и «По следам бременских музыкантов».

## Сюжет
Фильм является своеобразным кинопереложением мультфильмов Юрия Энтина и Василия Ливанова «Бременские музыканты» и «По следам бременских музыкантов». Трубадур и его верные друзья — Осёл, Кот, Петух и Пёс путешествуют по свету. Давно путешествуют, уже третье поколение сменилось. А может, это и вообще не животные, а бродячие артисты в их роли?
Однажды сын Трубадура увидел прекрасную Принцессу и полюбил её с первого взгляда, но Глупый Король не желает отдавать свою дочь замуж за бедного музыканта…

## В ролях
| Актёр                     | Роль                                 |
| ------------------------- | ------------------------------------ |
| Александр Абдулов         | Шут / Сказочник                      |
| Олег Янковский            | Трубадур-старший                     |
| Филипп Янковский          | Трубадур-младший                     |
| Полина Ташева             | Принцесса                            |
| Михаил Пуговкин           | Глупый Король                        |
| Анастасия Вертинская      | Атаманша                             |
| Спартак Мишулин           | Сыщик                                |
| Иван Агапов               | придворный стражник                  |
| Александр Карнаушкин      | придворный стражник                  |
| Яшар Нуриев               | придворный стражник                  |
| Александр Адабашьян       | Осёл-старший                         |
| Сергей Степанченко        | Осёл-младший                         |
| Александр Лазарев         | Пёс-старший                          |
| Александр Лазарев-младший | Пёс-младший                          |
| Александр Збруев          | Кот-старший                          |
| Дмитрий Марьянов          | Кот-младший                          |
| Виктор Сергачёв           | Петух-старший                        |
| Леонид Ярмольник          | Петух-младший                        |
| Ольга Волкова             | жена Осла-старшего                   |
| Светлана Немоляева        | жена Пса-старшего                    |
| Михаил Глузский           | отец Кота-старшего                   |
| Александр Коржаков        | начальник службы безопасности короля |
| Георгий Мартиросян        | охранник короля                      |
| Семён Фарада              | королевский врач                     |

## Съёмочная группа
- Автор сценария: Сергей Соловьёв при участии Александра Абдулова
- Режиссёр: Александр Абдулов
- Оператор: Юрий Шайгарданов
- Художник-постановщик: Сергей Иванов
- Композитор: Геннадий Гладков
- Аранжировка: Сергей Рудницкий
- Костюмеры: Лариса Конникова
- Гример: Нина Колодкина
- Монтажер: Вера Круглова
- Звукооператор: Дмитрий Назаров, Владимир Каплан, Владимир Черепанов

## Критика и отзывы
- Михаил Трофименков. Александр Абдулов порешил «Бременских музыкантов», Коммерсантъ, 2001.
- Фёдор Раззаков в своей книге «Ирина Алферова. Любимая женщина красавца Абдулова» (Litres, 2017 ISBN 5040253052) прямо называет фильм провалом и указывает, что после его появления Абдулов надолго прекратил попытки заниматься режиссурой и сосредоточился на актёрской деятельности.
- Мария Ким «Бременские музыканты» ценой в $2 млн, Деловая столица, 2007.

## Фестивали и премии
Фильм был номинирован в 2001 г. на премию «Ника» и участвовал в кинофестивале «Sochi Open Russian Film Festival» (2001).